# Ен (Север)
Ен (фр. Esnes) насеље је и општина у североисточној Француској у региону Север-Па д Кале, у департману Север која припада префектури Камбре.
По подацима из 2011. године у општини је живело 658 становника, а густина насељености је износила 45,57 становника/km². Општина се простире на површини од 14,44 km². Налази се на средњој надморској висини од | метара (максималној 139 m, а минималној 71 m m).

## Демографија
| 1962. | 1968. | 1975. | 1982. | 1990. | 1999. | 2011. |
| ----- | ----- | ----- | ----- | ----- | ----- | ----- |
| 733   | 818   | 809   | 753   | 719   | 656   | 658   |

График промене броја становника у току последњих година